# Kelly McCarty
Kelly Deshawn McCarty (* 24. August 1975 in Chicago, Illinois) ist ein ehemaliger gebürtiger US-amerikanischer Basketballspieler. Nach einer Saison in der NBA mit nur zwei Spielen für die Denver Nuggets spielte er seit 1999 zunächst für Vereine in der israelischen Ligat ha’Al. 2004 wechselte er nach Russland, dessen Staatsangehörigkeit er 2009 annahm und für dessen Nationalmannschaft er in internationalen Spielen schon angetreten ist. Zuletzt war er beim russischen Verein UNICS aus Kasan aktiv, mit dem er 2011 den ULEB Eurocup gewann. Diesen europäischen Vereinswettbewerb hatte McCarty bereits 2004 mit Hapoel aus Jerusalem bereits einmal gewonnen.

## Karriere als Spieler

### USA (bis 2001)
McCarty verbrachte insgesamt vier Spielzeiten an der University of Southern Mississippi und spielte dort für das Hochschulteam Golden Eagles in der NCAA Division I.
Nachdem er im Entry Draft der NBA zunächst nicht berücksichtigt worden war, unterschrieb McCarty im Januar 1999 als Free Agent bei den Denver Nuggets. Nach nur zwei Einsätzen in der NBA lief der Vertrag im August 1999 aus. 2001 kehrte er nochmals aktiv in sein Heimatland zurück und spielte in der Sommerliga United States Basketball League für Oklahoma Storm.

### Israel (1999 bis 2004)
Wesentlich erfolgreicher gestaltete sich seine Karriere in Europa. Seit Herbst 1999 spielte McCarty mit kurzen Unterbrechungen insgesamt fünf Jahre in der höchsten israelischen Basketballliga. Neben einer Vizemeisterschaft mit Maccabi aus Ra’anana 2000 erreichte er mit Maccabi aus Givat Schmuel und Hapoel Jerusalem je einmal das Finale des israelischen Pokalwettbewerbs. Alle Finalspiele gingen gegen den dominierenden israelischen Verein Maccabi Tel Aviv verloren. Das einzige Finalspiel mit einem israelischen Verein gewann er 2004 im ULEB Cup gegen den Favoriten Real Madrid überraschend mit Hapoel Jerusalem, was den ersten und bislang größten internationalen Erfolg dieses Vereins darstellt. Dabei wurde er zum Most Valuable Player (MVP) des Finalspiels gewählt.

### Russland (seit 2004)
Nach diesem internationalen Erfolg wechselte er 2004 in die russische Superliga. Mit dem neu gegründeten Verein Dynamo aus Sankt Petersburg gewann er 2005 die FIBA Europe League und wurde erneut zum MVP der Endspiele gewählt, in diesem Fall als MVP des Final-Four-Turniers. Nachdem die professionelle Basketballmannschaft von Dynamo in Sankt Petersburg 2006 aus finanziellen Gründen bereits wieder aufgelöst worden war, wechselte er zum Vizemeister im Moskauer Vorort Chimki. Nachdem er 2007 mit Chimki – wie im Vorjahr mit Dynamo – Dritter der russischen Meisterschaft wurde, erreichte man in den nachfolgenden Spielzeiten dreimal hintereinander die Vizemeisterschaft, als man jeweils die Finalserien gegen Serienmeister ZSKA Moskau verlor. Nur im russischen Pokalwettbewerb war man 2008 siegreich in einem Finale gegen ZSKA. 2009 verlor man jedoch auch das Finale im ULEB Eurocup gegen den litauischen Verein Lietuvos rytas Vilnius.
Im Vorfeld der Basketball-Europameisterschaft 2009 nahm McCarty die russische Staatsbürgerschaft an. Er wurde in die Nationalmannschaft berufen und nahm für den Titelverteidiger an der EM-Endrunde teil, die mit dem siebten Platz enttäuschend endete. Zum Ende seiner Karriere wechselte McCarty 2010 zum Ligakonkurrenten UNICS, der von Jewgeni Paschutin trainiert wurde, in die neu gegründete PBL, die die Superleague als höchste nationale Spielklasse abgelöst hatte. Mit Paschutin hatte er zu dessen aktiver Zeit in der Saison 2000/01 bei Maccabi Ra’anana noch selbst zusammengespielt. Mit der Mannschaft aus Kasan gewann er 2011 den ULEB Eurocup und die reguläre Saison der PBL. In der VTB Saison 2010/11 wurde McCarty zum MVP des 7. Spieltag gewählt. Sowohl die Halbfinalserie der Meisterschafts-Play-offs wie auch das Halbfinale der VTB United League verlor man aber gegen seinen Ex-Verein aus Chimki. In der EuroLeague 2011/12 erreichte man als Neuling die Viertelfinal-Play-offs, in denen man gegen den spanischen Meister FC Barcelona deutlich unterlegen war. Während man in der VTB United League 2011/12 ins Finale einzog, um dort gegen ZSKA zu verlieren, enttäuschte man in der russischen Meisterschaft, in der man in der PBL 2011/12 nach einem sechsten Platz in der Hauptrunde noch einen fünften Platz in der Platzierungsrunde erreichte. Nachdem man etwas überraschend in der Qualifikation der EuroLeague 2012/13 ausgeschieden war, konnte man sich im Eurocup 2012/13 für das Viertelfinale qualifizieren, während sich in der VTB United League 2012/13 und der PBL 2012/13 ein ähnlicher Saisonverlauf wie ein Jahr zuvor abzeichnete. Nachdem man sich von Trainer Aco Petrović bereits Ende Januar 2013 getrennt hatte, wurde auch Mitte Februar der Vertrag mit McCarty gelöst.

## Auszeichnungen und Erfolge

### Mit der Mannschaft
- Sieger ULEB Eurocup (2×): 2004, 2011
- Sieger FIBA Europe League (1×): 2005
- Sieger russischer Pokal (1×): 2008

### Persönliche Auszeichnungen
- MVP des Finales ULEB Eurocup 2004.
- MVP des Gesamtturniers FIBA Europe League 2005.
- MVP der Runde 7 in der Saison 2010–2011 in der VTB.
- Teilnehmer des FIBA All-Star Games 2005 & 2006
- Teilnehmer des PBL All-Star Games 2011